# Braginsky Collection

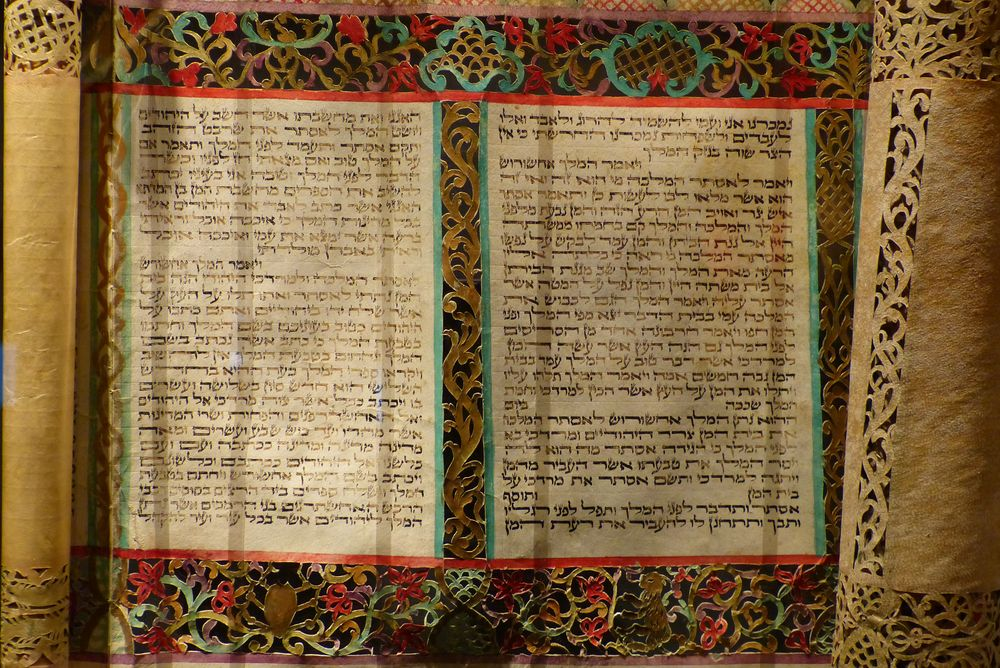
Ausschnitt einer Esther-Rolle aus der Braginsky Collection

Die Braginsky Collection ist eine Sammlung des Schweizer Unternehmers René Braginsky mit Sitz in Zürich, die als größte private Sammlung hebräischer Manuskripte weltweit gilt.
Braginsky begann mit der Sammlung in den 1990er Jahren. Auslöser war die Bar Mitzwa von Braginkys Sohn David: Der Vater suchte für diesen Anlass eine Ausgabe eines Birkat Hamason, eines Tischgebets. Da er keine passende fand, liess er die Faksimile-Ausgabe eines alten Manuskripts anfertigen. Daraus entwickelte sich seine Faszination für alte jüdische Schriften und Hochzeitsurkunden.
Die Sammlung umfasst inzwischen rund 800 Objekte, darunter rund 80 Handschriften sowie frühe gedruckte Bücher, mehrere hundert illuminierte Eheverträge und Esther-Rollen. Ältestes Manuskript in der Sammlung ist der Sefer Mizwot gadol des rabbinischen Gelehrten Mose ben Jakob, eines Talmudisten aus Coucy (Frankreich) aus dem Jahr 1288. Kurator der Sammlung ist der niederländische Hebraist Emile Schrijver.
Teile der Sammlung wurden 2003–2004 im Jüdischen Museum der Schweiz gezeigt und 2009 in der Bibliotheca Rosenthaliana; es folgten Ausstellungen im Yeshiva University Museum in New York (2010), im Israel-Museum in Jerusalem (2010–2011), im Schweizerischen Nationalmuseum in Zürich (2011–2012) und im Jüdischen Museum in Berlin (2014).